# Madamina, il catalogo è questo

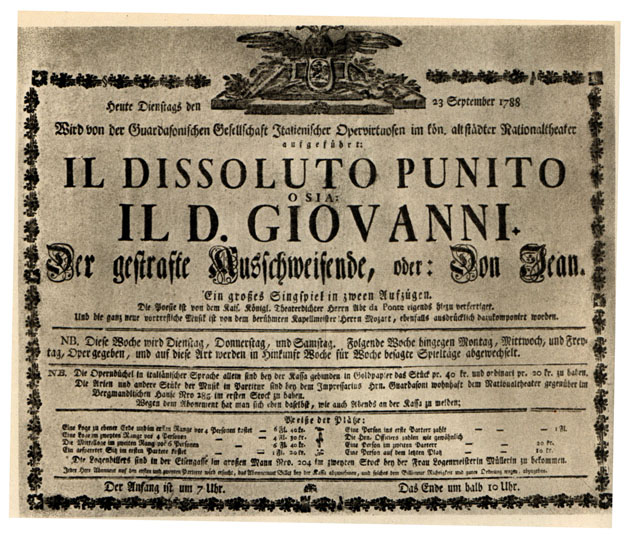
Affiche concernant l'opéra Don Giovanni.

Madamina, il catalogo è questo (aussi connu comme L'Air du catalogue) est un air de l'opéra Don Giovanni de Wolfgang Amadeus Mozart sur un livret de Lorenzo Da Ponte.

## L'air
Il s'agit de l'un des airs les plus connus de Mozart. Leporello, domestique de Don Giovanni décrit à Elvira la liste des amours de son maître.

## La musique
- Portrait détaillé de l'aria dans le guide de l'opéra en ligne www.opera-inside.com (en anglais)

## Texte
| Madamina, il catalogo è questo Delle belle che amò il padron mio; un catalogo egli è che ho fatt'io; Osservate, leggete con me. In Italia seicento e quaranta; In Alemagna duecento e trentuna; Cento in Francia, in Turchia novantuna; Ma in Ispagna son già mille e tre. V'han fra queste contadine, Cameriere, cittadine, V'han contesse, baronesse, Marchesane, principesse. E v'han donne d'ogni grado, D'ogni forma, d'ogni età. Nella bionda egli ha l'usanza Di lodar la gentilezza, Nella bruna la costanza, Nella bianca la dolcezza. Vuol d'inverno la grassotta, Vuol d'estate la magrotta; È la grande maestosa, La piccina è ognor vezzosa. Delle vecchie fa conquista Pel piacer di porle in lista; Sua passion predominante È la giovin principiante. Non si picca – se sia ricca, Se sia brutta, se sia bella; Purché porti la gonnella, Voi sapete quel che fa. |  |  | Très chère dame, voici la liste des beautés séduites par mon maître, Une liste que j'ai faite moi-même Regardez, lisez avec moi. En Italie, six cent quarante ; En Allemagne, deux-cent trente et une ; cent en France; en Turquie, quatre-vingt onze ; Mais en Espagne déjà mille et trois. Parmi elles, des paysannes, des servantes, des citadines, des comtesses, des baronnes, des marquises, des princesses, des femmes de tous rangs, toutes sortes, tous âges. Chez la blonde, il a l'habitude de louer la gentillesse; chez la brune, la constance; chez la blanche, la douceur. Il lui faut l'hiver la grassouillette. l'été, la maigrelette. Il appelle la grande « majesteuse », Mais trouve la petite tout aussi « charmante ». Il séduit les plus âgées pour le plaisir d'allonger la liste. Mais sa passion principale c'est la jeune débutante. Il se moque qu'elle soit riche, qu'elle soit laide, qu'elle soit belle ; Du moment qu'elle porte le jupon, Vous savez ce qu'il fait. |